# 2022年亚洲运动会东帝汶代表团
2022年亞洲運動會東帝汶代表團是東帝汶所派出的，參加因2019冠狀病毒病疫情而延期至2023年舉辦的第19屆亞洲運動會的代表團。这是东帝汶独立后第六次参加亚洲运动会。经东帝汶国家奥林匹克委员会于2023年9月中旬确认，共有26名运动员入选该届亚运东帝汶队阵容。时任东帝汶总理沙纳纳·古斯芒于2023年9月21日抵达杭州，并出席该届亚运的开幕式。东帝汶在该届亚运与不丹、马尔代夫和也门一样未能获得任何奖牌，是唯一一个未在该届亚运获奖的东南亚国家。